# Bananrepublik
Bananrepublik är en informell nedsättande benämning på land som uppfyller flera av följande kriterier:
- beläget i tredje världen, ofta i Latinamerika,
- beroende av en enda exportvara, eller ett fåtal, i allmänhet en jordbruksprodukt
- mer eller mindre korrumperad regering, ofta en militärjunta,
- omfattande ekonomiskt och politiskt inflytande från utländska stater och/eller företag samt
- låg levnadsstandard för majoriteten av folket.

Den ursprungliga bananrepubliken var Honduras. Termen myntades 1904 av humoristen O. Henry. Bananer har att göra med United Fruit Company, som var ett amerikanskt företag med politiskt inflytande främst i Centralamerika. Namnet förekommer i svensk media från 1970.